# Atletika na Letních olympijských hrách 2008 – 100 metrů ženy
 Běh na 100 metrů žen na Letních olympijských hrách 2008 se uskutečnil 16. a 17. srpna na Pekingském národním stadionu v Pekingu.

## Výsledky finálového běhu
| *                | jméno                | země                   | čas   |
| ---------------- | -------------------- | ---------------------- | ----- |
| Zlatá medaile    | Shelly-Ann Fraserová | Jamajka                | 10,78 |
| Stříbrná medaile | Sherone Simpsonová   | Jamajka                | 10,98 |
| Stříbrná medaile | Kerron Stewartová    | Jamajka                | 10,98 |
| 4                | Lauryn Williamsová   | Spojené státy americké | 11,03 |
| 5                | Muna Lee             | Spojené státy americké | 11,07 |
| 6                | Jeanette Kwakye      | Velká Británie         | 11,14 |
| 7                | Debbie Fergusonová   | Bahamy                 | 11,19 |
| 8                | Torri Edwardsová     | Spojené státy americké | 11,20 |